# 鉄で造ったベルベットの手袋のように
『鉄で造ったベルベットの手袋のように』（てつでつくったベルベットのてぶくろのように、原題: Like a Velvet Glove Cast in Iron）はアメリカの漫画家ダニエル・クロウズによるグラフィックノベル作品。1993年にファンタグラフィックスから刊行され、2005年にはプレスポップから伯井真紀の翻訳による日本語版が出た。
知名度の高い次作『ゴーストワールド』のリアルな荒涼感とは異なり、プロットは幻想的かつパラノイア的な傾向が強い。手足の切断、奇形の人間や動物、フェティシズムのような悪夢的イメージが用いられている。クロウズ自身が見たいくつかの夢と、元妻が昔からよく見ていた夢に触発された作品だという。
題名はラス・メイヤーの映画『ファスター・プシィキャット! キル! キル!』でロリ・ウィリアムズが口にする台詞「あなたって素敵、まるで鉄でできたベルベットの手袋みたい。それかガス室みたい」からの引用である。

## 刊行の経緯
クロウズの長編作品の多くと同じく、本作は初め個人誌『エイトボール』（第1–10号、1989–1993年）上で連載され、後にトレードペーパーバック（単行本）にまとめられた。初出時には後半の章は冒頭数コマが彩色されていた。ペーパーバック版の刊行時に章タイトルが付けられ、それとともに目次も追加された。
ペーパーバック版はファンタグラフィックスから刊行され、2017年にはカバーを改訂した新版が出た。日本語、フランス語、スペイン語、ギリシャ語にも翻訳された。フランス語版は2000年のアングレーム国際漫画際最優秀作品賞にノミネートされた。

## あらすじ
本作は主人公クレイ・ラウダーミルクが行方不明の妻バーバラ・アレンを見つけようと試みる物語である。
物語冒頭までの詳しい経緯は語られないが、クレイはポルノ映画館の観客席に座って奇妙なBDSM映画（タイトルは作品と同じ「鉄で造ったベルベットのグローブのように」）を観ている。クレイは女王様役を演じているのが妻だと気づく。その居場所を突き止めようとする中で、現実とは思えないほど奇妙な登場人物たちの数々と行き会い、厄介ごとに巻き込まれていく。クレイは異常な警官の2人組から私刑を受け、政府転覆を企む大量殺人者に率いられたカルト宗教団体に助けられる。ダイムストアに置かれた奇妙な人形が世界的な政治権力と関わっていると信じる陰謀論者や、ジャガイモのような姿をした奇形の女性とその淫乱な母親、その他多くの奇怪な人物と出会う。ある夢のシーケンスでは、シャッグスの曲 My Pal Foot Foot から取られた「フットフット」に脚を噛まれる。
全編を通して「ミスター・ジョーンズ」と呼ばれる笑顔のアイコンがあちこちに現れる。ある場面では刺青の絵柄として、あるいはクレイの足にナイフで刻みこまれ、幽霊のような存在として、ヒトラーのあざとして、さらに Value Ape という商店の看板イラストとして。「ミスター・ジョーンズ」に関するサブプロットではダン・ラザー襲撃事件で有名になった謎の言葉「ケネス、周波数はいくつだ？」が使われている（後にはR.E.M.が同じ言葉を元に What's the Frequency, Kenneth? という曲を書いた）。そのほか、児童ポルノやスナッフフィルムへの言及もある。

## メディア展開
本作は公式サウンドトラックアルバムが作られた数少ないグラフィックノベルの1つである。ヴィクター・バナナ（漫画家ティム・ヘンズリーのバンド）による全10曲のアルバムCDは1993年にジェンキンス・ピーボディレーベルからリリースされた。